# Japan Open 1994 (Tennis)
Die Japan Open 1994 waren ein Tennisturnier der WTA Tour 1994 für Damen und ein Tennisturnier der ATP Tour 1994 für Herren in Tokio, welche zeitgleich vom 2. bis zum 10. April stattfanden.